# District de Bayeux
Le district de Bayeux est une ancienne division territoriale française du département du Calvados de 1790 à 1795.
Il était composé des cantons de Bayeux, Balleroy, Baynes, La Cambe, Caumont, Crepon, Hottot, Isigny, Juaye, Magny, Tours et Trevieres.
Un de ses membres fut la botaniste et homme politique Gabriel Moisson de Vaux.